# Ally Financial
Ally Financial, vormals GMAC (General Motors Acceptance Corporation), ist ein US-amerikanisches Finanzunternehmen mit Sitz in Detroit. Es wurde 1919 als vollständige Tochtergesellschaft des Automobilherstellers General Motors (GM) gegründet und war 2006 das nach Umsatz viertgrößte nicht-börsennotierte Unternehmen in den USA. 2014 ging das Unternehmen an die Börse.

## Eigentümerwechsel
Im März 2006 verkaufte Ally Financial den größten Teil seiner Mehrheitsbeteiligung an der Immobilientochter GMAC Commercial Holding für 1,5 Milliarden US-Dollar in bar an eine Investorengruppe um Kohlberg Kravis Roberts & Co., Five Mile Capital Partners und Goldman Sachs Capital Partners. Inklusive der mitveräußerten erheblichen Schulden der Tochter belief sich das Volumen der Transaktion auf 9 Milliarden US-Dollar. An dem in Capmark Financial Group, Inc. umbenannten Unternehmen hält Ally Financial seither eine Minderheitsbeteiligung von 21 %.
Die Capmark Financial Group ist infolge der Immobilien- und Finanzkrise Ende Oktober 2009 selbst zahlungsunfähig.
Im November 2006 verkaufte der Mutterkonzern General Motors die Mehrheit am Aktienkapital der GMAC aufgrund eigener finanzieller Schwierigkeiten an ein Konsortium unter Führung der Investmentgesellschaft Cerberus Capital Management. Im Konsortium waren auch die Citigroup und die japanische Aozora Bank vertreten.
Ally Financial hat aufgrund der Finanzkrise ab Dezember 2008 bereits Staatshilfen von 9 Milliarden Dollar erhalten. Ende Dezember 2009 war eine weitere Geldspritze von 3,5 Milliarden Dollar erforderlich. Danach hält der amerikanische Staat 35,4 Prozent vor Cerberus Capital Management mit 22 Prozent. Ende Dezember 2009 wurden Vorzugs- in Stammaktien umgewandelt, so dass der staatliche Anteil auf 56 Prozent anstieg.

## Beteiligungen (Auswahl)
Die Aktivitäten von Ally Financial gliedern sich in folgende Sparten:

### Automobilfinanzierungen
Vertriebslinien der Sparte Automotive Finance sind unter anderem:
- Auto-Finanzierungen
- Auto-Leasing
- Auto-Dienstleistungsverträge

In Deutschland verfügt Ally Financial über das Tochterunternehmen GMAC Bank GmbH mit Sitz in Rüsselsheim.

### Bankdienstleistungen
Die Sparte Personal ist untergliedert in den Bereich Banking.
Produkte sind unter anderem:
- Online Banking
- Kredite
- Kreditkarten

### Immobilienfinanzierungen
Die Aktivitäten der Sparte Real Estate Finance sind zusammengefasst unter dem Dach der Residential Capital, LLC (ResCap Holding) und untergliedert in die Bereiche GMAC Mortgage (Hypotheken) und GMAC-RFC (RFC = Residential Funding Corporation). Eine deutsche Tochterfirma der GMAC-RFC, GMAC-RFC Deutschland GmbH, erwarb 2004 von der Deutschen Fertighaus Holding (DFH) deren Tochter DFH Eigenheimbank zu 100 % und firmierte sie zu GMAC-RFC Bank GmbH um. (Die GMAC-RFC Bank gab ihre Banklizenz allerdings 2008 zurück und firmierte danach unter GMAC-RFC Servicing GmbH. Im März 2011 teilt die GMAC-RFC Servicing GmbH mit, dass aufgrund eines Eigentümerwechsels die neue Firmenbezeichnung Paratus AMC GmbH lautet).
Zu dieser Sparte zählt unter anderem die Vertriebslinie:
- GMAC Mortgage

### Unternehmensfinanzierungen
Die Sparte Business ist untergliedert in die Bereiche Commercial Finance , Correspondent Funding, Commercial Vehicle Financing, „Vehicle Remarketing“, „Dealer Inventory Insurance“.

## Betrugsfall John McNamara
Im September 1992 wurde John McNamara, ein Autohändler auf Long Island, wegen Betrugs verurteilt, weil er von 1980 bis 1991 GMAC-Gelder in Höhe von 422 Millionen US-Dollar veruntreut hatte, um sie in eigene Immobilien, Goldminen, ins Ölgeschäft, in den Handel mit Verbrauchsgütern und in Hypothekenfinanzierungen zu investieren. Diese Gelder zweigte er von ca. 6 Milliarden US-Dollar ab, die er von der GMAC-Bank an Krediten zur Finanzierung des Exports von GM-Fahrzeugen erhielt, die in Wirklichkeit gar nicht existierten.

## Gesellschaftliches Engagement
Der Bereich Community umfasst unter anderem: Football-Sponsoring (GMAC Bowl, 2001–2010), Förderung der Konsumentenbildung in Finanzfragen, Unterstützung beim Erwerb von Schulbüchern, Unterstützung für Minderbemittelte beim Hausbau durch aktive Mitarbeit von GMAC-Personal und durch Finanzhilfen.